# Lijst van voetbalinterlands Azerbeidzjan - Spanje (vrouwen)
Deze lijst van voetbalinterlands is een overzicht van alle officiële voetbalinterlands tussen de nationale vrouwenteams van Azerbeidzjan en Spanje. De landen hebben tot nu toe twee keer tegen elkaar gespeeld.

## Wedstrijden
| № | Plaats   | Datum             | Competitie           | Wedstrijd             | Uitslag |
| - | -------- | ----------------- | -------------------- | --------------------- | ------- |
| 1 | A Coruña | 17 september 2021 | EK 2022 kwalificatie | Spanje − Azerbeidzjan | 4 − 0   |
| 2 | Bakoe    | 18 februari 2021  | EK 2022 kwalificatie | Azerbeidzjan − Spanje | 0 − 13  |

## Samenvatting
| Competitie      | Totaal gespeeld | Winst Azerbeidzjan | Gelijk | Winst Spanje | Doelsaldo Azerbeidzjan – Spanje |
| --------------- | --------------- | ------------------ | ------ | ------------ | ------------------------------- |
| EK-kwalificatie | 2               | 0                  | 0      | 2            | 0 − 17                          |
| Totaal          | 2               | 0                  | 0      | 2            | 0 − 17                          |